# Вишневе (Чернігівський район)
Вишне́ве —(до 1961 року — Свинопухи) село в Україні, у Ріпкинській селищній громаді Чернігівського району Чернігівської області. Населення становило 417 осіб до повномасштабного вторгнення. До 2020 орган місцевого самоврядування — Вишнівська сільська рада. Вишнівській сільській раді були підпорядковані села Буянки, Чумак.

## Історія
12 червня 2020 року, відповідно до розпорядження Кабінету Міністрів України № 730-р «Про визначення адміністративних центрів та затвердження територій територіальних громад Чернігівської області», увійшло до складу Ріпкинської селищної громади.
19 липня 2020 року, в результаті адміністративно - територіальної реформи та ліквідації Ріпкинського району, село увійшло до складу Чернігівського району Чернігівської області.

## Населення

### Мова
Розподіл населення за рідною мовою за даними перепису 2001 року:
| Мова       | Кількість | Відсоток |
| ---------- | --------- | -------- |
| українська | 533       | 97.44%   |
| російська  | 13        | 2.38%    |
| вірменська | 1         | 0.18%    |
| Усього     | 547       | 100%     |

## Господарство
Функціонує ТОВ «ДРУЖБА». Вид діяльності: розведення великої рогатої худоби.

## Люди
- Бурнос Василь Іванович (1955—2009) — керівник народного художнього дитячого хору «Васильки», заслужений вчитель України. Народився у Вишневому.
- Лось Роман Миколайович (1984—2016) — сержант Міністерства внутрішніх справ України; учасник російсько-української війни[7].